# Cabeus (krater księżycowy)
Cabeus – krater uderzeniowy położony około 100 km od południowego bieguna Księżyca. Z tego względu z Ziemi jest widoczny ukośnie pod znacznym kątem oraz nieustannie w głębokim cieniu z powodu braku światła słonecznego. Niewiele szczegółów powierzchni krateru można zauważyć nawet z orbity. Znajduje się na zachód od krateru Malapert, i na południowy zachód od Newtona.
W okolicach południowego koła podbiegunowego w trakcie badań sondy Lunar Prospector zostały wykryte ślady wodoru. Potencjalnym jego źródłem może być woda pochodząca z komet lub meteorytów. Krater Cabeus jest na tyle duży, że temperatura w cieniu jest niższa niż 100K. Z tego też względu na powierzchni krateru może znajdować się lód wodny.
Nazwa krateru pochodzi od Niccolò Cabeo (1586-1650), włoskiego jezuity i filozofa. Znajduje się na współrzędnych selenograficznych ☾ 84,9°S 35,5°W/-84,900000 -35,500000.

## Satelickie kratery
| Cabeus | Szerokość | Długość | Średnica |
| ------ | --------- | ------- | -------- |
| A      | 82,2° S   | 39,1° W | 48 km    |
| B      | 82,4° S   | 53,0° W | 61 km    |

## Uderzenie sondy LCROSS

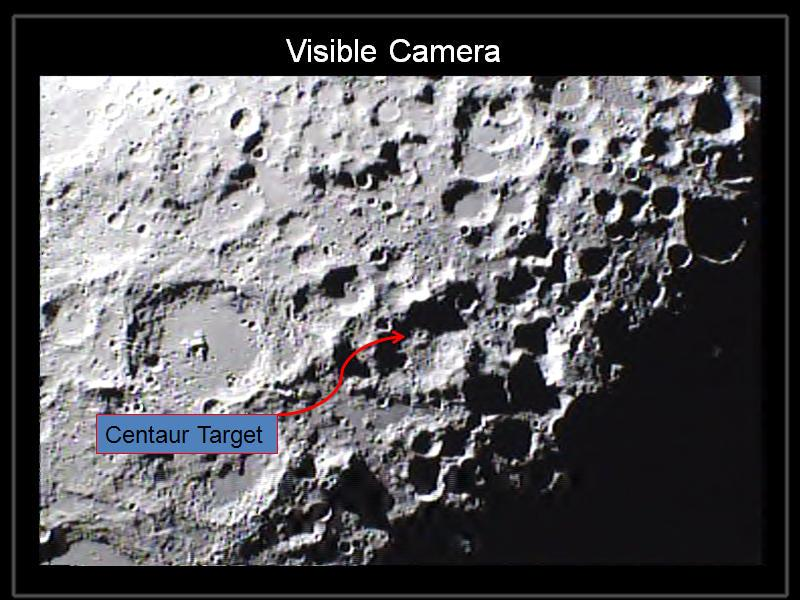
Krater Cabeus z zaznaczonym miejscem uderzenia sondy LCROSS

Uderzenie sondy LCROSS w powierzchnię krateru nastąpiło 9 października 2009 roku. Celem uderzenia było wyrzucenie pyłu pochodzącego z księżycowego gruntu oraz zbadanie powstałej w ten sposób chmury. Aby to umożliwić przed uderzeniem w powierzchnię Księżyca sonda LCROSS rozdzieliła się na dwie części. Pierwsza uderzyła w powierzchnię Księżyca a druga przeleciała przez chmurę powstałego pyłu badając jego właściwości i przesyłając dane na Ziemię. Następnie kilka minut później sama sonda również uległa zniszczeniu rozbijając się o powierzchnię Księżyca kilka kilometrów dalej.
Początkowo na miejsce uderzenia sondy LCROSS został wybrany krater Cabeus A. Ze względu na dane pochodzące z japońskiej sondy Kaguya zmieniono miejsce impaktu na większy krater Cabeus. Zmiana była podyktowana większą koncentracją wodoru w okolicach gdzie znajduje się krater Cabeus. Krater ten jest stale zacieniony, wobec czego naukowcy sądzą, że może w nim znajdować się lód. Dodatkowo dane wysokościomierza laserowego (Lunar Orbiter Laser Altimeter) sondy Lunar Reconnaissance Orbiter ujawniły małą dolinkę w pobliżu wysokiego wzniesienia centralnego, co miało wpłynąć na lepsze warunki oświetlenia chmury wyrzuconego gazu i pyłu wskutek uderzenia impaktora oraz miało ułatwić obserwacje prowadzone z Ziemi. Nie udało się jednak dostrzec widzialnych oznak uderzenia w Księżyc, lecz spektrometr pracujący w podczerwieni wykrył miejsce uderzenia.
Impakt ostatniego członu rakiety nośnej LCROSS wzbił z dna krateru dwuczęściowy obłok pyłu. Pierwszy, uniesiony wyżej zawierał drobny pył oraz parę, drugi niższy, zawierał cięższą materię, pierwszy raz od miliardów lat poddaną działaniu światła słonecznego. Dane zebrane przez spektrometry sondy pozwoliły wykazać bez wątpliwości obecność wody w kraterze Cabeus. Dodatkowym potwierdzeniem jest emisja zaobserwowana w paśmie ultrafioletowym, którą przypisano hydroksylowi, produktowi procesu rozpadu wody pod wpływem światła słonecznego.